# إسراء شينغونالب
إسراء شينغونالب (وُلدت بتاريخ 14 مايو 1989). هي ممثلة تركية ولدت في مدينة بورصة. تخرجت من ثانوية أتاتورك في بورصة سنة 2006، ومن قسم المسرح في معهد موسيقى التابع لجامعة معمار سنان سنة 2012.

## أعمالها

### في التلفاز
من أهم أعمالها نجسيدها دور شخصية آينورا في مسلسل «وادي الذئاب: الكمين» في المواسم من السابع إلى العاشر في السنوات من 2012-2015 في الحلقات من 164 إلى 264.